# José Luís Dicenta Ballester
José Luís Dicenta Ballester, né le 24 septembre 1937 à Palma, est un diplomate espagnol. Du 1er janvier 2009 jusqu'au 31 juillet 2012, il fut le secrétaire général de l'Union latine.

## Sources
1. ↑  http://www.unilat.org/sg/Organisation/Fonctionnement/Organes/SecretariatGeneral/Documents/dicenta.fr.pdf
2. ↑  « Union Latine », sur unilat.org (consulté le 17 avril 2023).